# ベアード・オブ・スターズ
『ベアード・オブ・スターズ』（原題：A Beard of Stars）は、イギリスのフォークロック・バンド、ティラノザウルス・レックスが1970年に発表した4作目のスタジオ・アルバム。

## 背景
ミッキー・フィン加入後としては初のアルバムに当たり、バンドは本作のリリースから間もなく、バンド名を「T・レックス」に短縮して、フォークからロックに路線変更した。以前のアルバムよりもエレクトリック・ギターが多用されており、バンドの中心人物マーク・ボランは、本作のレコーディングではプロデューサーのトニー・ヴィスコンティのエレクトリック・ギターを借り、その後ストラトキャスターを購入した。

## 反響・評価
母国イギリスでは1970年3月14日付の全英アルバムチャートで初登場21位となり、合計6週チャート入りした。一方、本作からのシングル「マジカル・ムーン」は全英シングルチャート入りを逃した。なお、1972年には、本作と前作『ユニコーン』を抱き合わせた2枚組LPがキューブ・レコードから発売され、全英44位を記録した。
マーク・デミングはオールミュージックにおいて5点満点中4点を付け、全体像に関して「頑固一徹なヒッピーだったマーク・ボランが、数年後には圧倒的に堂々としたロック・スターに進化する兆候を示し始めた」と評し、ミッキー・フィンの演奏に関して「スティーヴ・トゥックの、表現力に満ちているが予測不能なリズムよりも堅実で、さらに言えば、バンドの大変革のお膳立てをしている」ている。

## 収録曲
全曲ともマーク・ボラン作。
1. プレリュード - Prelude - 1:04
2. ア・デイ・レイ - A Daye Laye - 1:56
3. ウッドランド・バップ - Woodland Bop - 1:39
4. フィスト・ハート・マイティ・ドーン・ダート - Fist Heart Mighty Dawn Dart - 2:45
5. パヴィリオンズ・オブ・サン - Pavilions of Sun - 2:49
6. オルガン・ブルース - Organ Blues - 2:47
7. マジカル・ムーン - By the Light of a Magical Moon - 2:51
8. ウィンド・チーター - Wind Cheetah - 2:38
9. ベアード・オブ・スターズ - A Beard of Stars - 1:37
10. グレート・ホース - Great Horse - 1:42
11. ドラゴン・イヤー - Dragon's Ear - 2:37
12. ロフティ・スカイズ - Lofty Skies - 2:54
13. ダブ - Dove - 2:06
14. エレメンタル・チャイルド - Elemental Child - 5:33

### デラックス・エディション盤ボーナス・トラック
1. ファインド・ア・リトル・ウッド - Find a Little Wood - 2:05
2. フィスト・ハート・マイティ・ドーン・ダート（BBCライヴ） - Fist Heart Mighty Dawn Dart - 2:43
3. パヴィリオンズ・オブ・サン（BBCライヴ） - Pavilions of Sun - 2:52
4. ア・デイ・レイ（BBCライヴ） - A Daye Laye - 2:01
5. マジカル・ムーン（BBCライヴ） - By the Light of a Magical Moon - 2:47
6. ウィンド・チーター（BBCライヴ） - Wind Cheetah - 2:33

### デラックス・エディション盤ボーナス・ディスク
1. フィスト・ハート・マイティ・ドーン・ダート（テイク1） - Fist Heart Mighty Dawn Dart (Home Demo Take 1) - 2:34
2. オルガン・ブルース（ホーム・デモ・テイク1） - Organ Blues (Home Demo Take 1) - 2:52
3. ア・デイ・レイ（ホーム・デモ・テイク1） - A Daye Laye (Home Demo Take 1) - 1:59
4. ロフティ・スカイズ（オルタナティヴ・ホーム・デモ） - Lofty Skies (Alternative Home Demo) - 0:51
5. オルガン・ブルース（ホーム・デモ・テイク2） - Organ Blues (Home Demo Take 2) - 1:31
6. ブラック・キャット・シティン・オン・マイ・ショルダー（ホーム・デモ・テイク1） - Black Cat Sittin' on My Shoulder (Home Demo Take 1) - 1:27
7. インストゥルメンタル（ギター&オルガン・ホーム・デモ） - Instrumental (Guitar and Organ Home Demo) - 1:23
8. パヴィリオンズ・オブ・サン（ホーム・デモ#1） - Pavilions of Sun (Home Demo #1) - 2:33
9. アイ・ガット・ザ・ブルース・ソー・バッド（ホーム・デモ） - I Got the Blues So Bad (Home Demo) - 1:14
10. マジカル・ムーン（ホーム・デモ） - By the Light of a Magical Moon (Home Demo) - 2:57
11. ファインド・ア・リトル・ウッド（ホーム・デモ） - Find a Little Wood (Home Demo) - 2:59
12. グレート・ホース（ホーム・デモ） - Great Horse (Home Demo) - 2:04
13. ウィンド・チーター（ホーム・デモ） - Wind Cheetah (Home Demo) - 1:38
14. パヴィリオンズ・オブ・サン（ホーム・デモ・テイク2） - Pavilions of Sun (Home Demo Take 2) - 2:31
15. エレメンタル・チャイルド（ホーム・デモ） - Elemental Child (Home Demo) - 2:50
16. ブラック・キャット・シティン・オン・マイ・ショルダー（ホーム・デモ・テイク2） - Black Cat Sittin' on My Shoulder (Home Demo Take 2) - 1:30
17. フィスト・ハート・マイティ・ドーン・ダート（ホーム・デモ・テイク2） - Fist Heart Mighty Dawn Dart (Home Demo 2) - 2:08
18. オー・ベイビー（ホーム・デモ） - Oh Baby (Home Demo) - 2:40
19. プレリュード（オルタナティヴ・テイク1） - Prelude (Alternative Take 1) - 1:15
20. ダブ（オルタナティヴ・テイク5） - Dove (Alternative Take) - 2:05
21. ドラゴン・イヤー（パート1&パート2、テイク2） - Dragon's Ear (Parts One & Two) (Take 2) - 2:34
22. ベアード・オブ・スターズ（オルタナティヴ・テイク1） - A Beard of Stars (Alternative Take 1) - 1:41
23. オルガン・ブルース（オルタナティヴ・テイク7） - Organ Blues (Alternative Take 7) - 3:33
24. ロフティ・スカイズ（オルタナティヴ・テイク1） - Lofty Skies (Alternative Take 1) - 3:00
25. マジカル・ムーン（インストゥルメンタル・テイク1） - By the Light of a Magical Moon (Instrumental Take 1) - 3:06
26. エレメンタル・チャイルド（パート1、オルタナティヴ・テイク1） - Elemental Child (Part 1) (Alternative Take 1) - 2:17
27. エレメンタル・チャイルド（パート2、オルタナティヴ・テイク10） - Elemental Child (Part 2) (Alternative Take 10) - 3:33

## 参加ミュージシャン
- マーク・ボラン - ボーカル、アコースティック・ギター、エレクトリック・ギター、ベース、オルガン
- ミッキー・フィン - クレイ・ドラム、タブラ、フィンガーシンバル、ベース、バッキング・ボーカル